# Doa cubana
Doa cubana là một loài bướm đêm thuộc họ Doidae. Loài này có ở Cuba.